# Iván Boiko
Iván Nikíforovich Boiko (en ucraniano: Іва́н Ники́форович Бо́йко, romanizado: Iván Nykyforovych Boyko; Zhornishche, Imperio ruso, 28 de septiembrejul./ 11 de octubre de 1910greg. - Kiev, Unión Soviética, 12 de mayo de 1975) fue un oficial militar soviético de blindados, fue el comandante del 69.º Regimiento de Tanques de la Guardia y más tarde de la 64.ª Brigada de Tanques de la Guardia durante la Segunda Guerra Mundial; recibió dos veces el título de Héroe de la Unión Soviética por su exitoso liderazgo en combate.

## Biografía

### Infancia y juventud
Iván Boiko nació el 11 de octubre de 1910 en el seno de una familia de campesinos ucranianos en la pequeña localidad rural de Zhornyshche en la Gobernación de Podolia en lo que entonces era el Imperio ruso (actualmente en el óblast de Vínnitsa en Ucrania). Después de terminar la escuela primaria comenzó a trabajar, pero continuaría sus estudios en el invierno. Finalmente, completó su séptimo grado en escuela local en 1927, después asistió a la facultad de medicina en Vínnitsa hasta 1929. Luego trabajó como contador en una granja estatal antes de unirse voluntariamente al Ejército Rojo en septiembre de 1930.
Después de ingresar al ejército en 1930, fue asignado al 151.º Regimiento de Fusileros, y después de completar la escuela de infantería en Odesa, se convirtió en líder de escuadrón dentro del 2.º Regimiento de Artillería en 1931. En septiembre de 1932 decidió permanecer en el Ejército, y en 1939 completó una formación adicional, que incluyó la Escuela de Tanques de Uliánovsk y cursos de armería. Después de haber sido puesto al mando de una compañía de tanques en 1937, fue transferido a la 13.ª División de Tanques con la que participó en la batalla de Jaljin Gol en 1939. En 1940 se unió al Partido Comunista.

### Segunda Guerra Mundial
Entró en combate por primera vez en julio de 1941 durante la fase inicial de la operación Barbarroja, Boiko era el subcomandante de un batallón de reconocimiento en ese momento. En agosto se convirtió en el comandante del 83.º Batallón de Tanques, pero pronto fue transferido y nombrado comandante de un batallón en la 32.ª Brigada de Tanques. Continuó participando en la batalla de Moscú y en los duros combates en los alrededores de Tula, y el 28 de noviembre resultó herido. Una vez que se recuperó en febrero de 1942, se desempeñó como subcomandante de un batallón en el 1.er Ejército de Tanques de la Guardia bajo el mando de Mijaíl Katukov. En abril tomó el mando de su batallón. En septiembre fue puesto al mando del 17.º Regimiento de Tanques y participó en las batallas de Rjev. Su regimiento fue honrado con la designación de Guardias y renombrado como 69.º Regimiento de Tanques de Guardias por sus meritorias acciones en combate durante el verano de 1943. Durante ese verano su unidad combatió en la batalla de Kursk y en la ofensiva Belgorod-Járkov, donde fue nuevamente herido de gravedad.
El 28 de diciembre de 1943, el 69.º Regimiento de Tanques de la Guardia expulsó a los alemanes de la localidad ucraniana de Koziatyn como parte de la ofensiva de Zhitómir-Berdichev. Al recibir órdenes de avanzar hacia la ciudad Boyko y su unidad iniciaron una marcha de 35 kilómetros hacia la ciudad. Los alemanes huyeron presas del pánico ante el sorpresivo avance, a pesar de ser numéricamente superiores. El ataque resultó en la destrucción de veinte tanques enemigos, un tren blindado, dos vehículos y dos baterías de artillería. Además, más de mil soldados alemanes murieron y ciento cincuenta fueron capturados. Después de la ofensiva, las fuerzas alemanas lanzaron un contraataque de dos días. Boiko y su unidad lograron mantener sus posiciones en la ciudad a pesar del intenso fuego enemigo mientras esperaban refuerzos. Por su éxito en Koziatyn, recibió el título de Héroe de la Unión Soviética el 10 de enero de 1944. Menos de un mes después fue puesto al mando de la 64.ª Brigada de Tanques de la Guardia, que pronto tendría éxito durante la operación Proskurov-Chernivtsi.
En marzo de 1944, la brigada bajo su mando cruzó el río Dniéster, avanzó 70 metros, cruzó el río Prut y luego avanzó hacia la ciudad de Chernivtsí. Debido a que la brigada había avanzado tan rápido, se acercaron a la ciudad sin muchos refuerzos y tuvieron que luchar duro hasta que llegó el resto del 8.° Cuerpo Motorizado de Guardias antes de que pudieran expulsar por completo a las fuerzas alemanas de la ciudad. Después de la exitosa ofensiva en la ciudad, la 64.ª Brigada comenzó a dirigirse hacia Rumania. El 26 de abril de 1944, Boyko recibió el título de Héroe de la Unión Soviética por segunda vez por su liderazgo en la brigada. Después participó en la ofensiva Leópolis-Sandomierz y en la batalla de Berlín.

### Posguerra
Después del final de la guerra, comandó un regimiento de tanques. En 1948 se graduó de la Academia J.V. Stalin del Programa de Mecanización y Motorización de la WPRA, después su graduación estuvo al mando de un regimiento de tanques en el Distrito Militar de Kiev. En 1952 se convirtió en subcomandante de cuerpo en Kamchatka, puesto en el que permaneció hasta septiembre de 1956 cuando se retiró del ejército con el rango de coronel, después de su jubilación vivió en Kiev hasta su muerte el 21 de mayo de 1975 y fue enterrado en el cementerio militar de Lukianovski.

## Condecoraciones

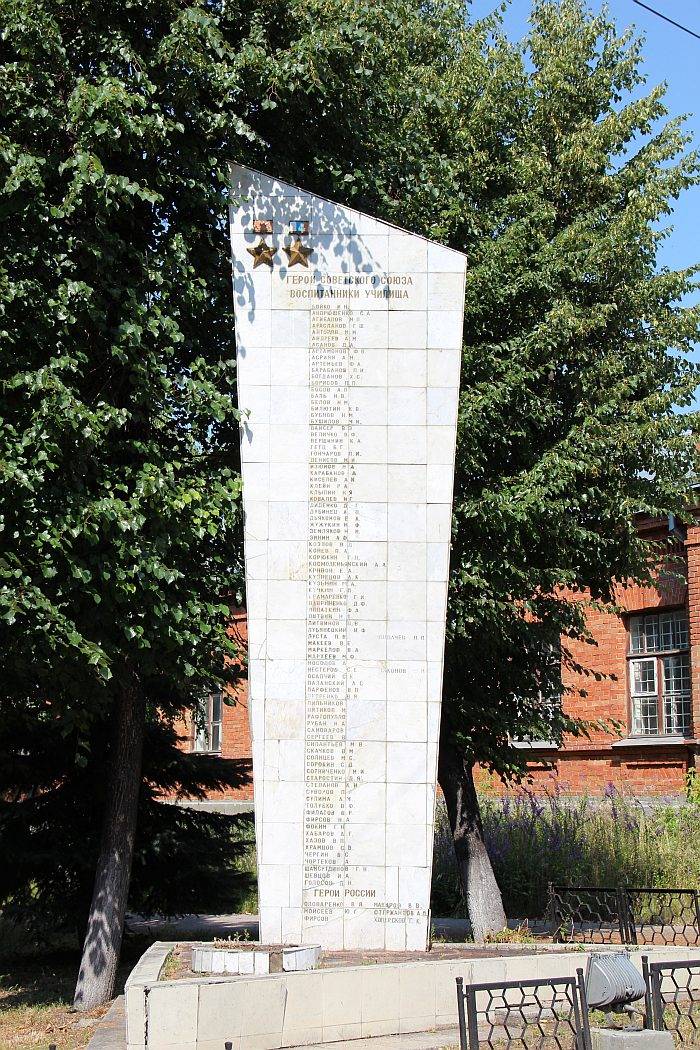
Estela de los Héroes en el Comando Superior de Tanques de la Guardia de Uliánovsk donde Boiko estudió

- Héroe de la Unión Soviética, dos veces (N.º 2072; 10 de enero de 1944 y N.º 2413; 26 de abril de 1944)
- Orden de Lenin, dos veces (10 de enero de 1944 y 30 de diciembre de 1956)
- Orden de la Bandera Roja, tres veces (10 de agosto de 1942, 27 de julio de 1943, ...)
- Orden de Suvórov de 2.do grado (31 de mayo de 1945)
- Orden de Alejandro Nevski (25 de agosto de 1944).
- Orden de la Guerra Patria de 1.er grado (5 de noviembre de 1943).
- Orden de la Estrella Roja (6 de mayo de 1946)
- Medalla por el Servicio de Combate (3 de noviembre de 1944)
- Medalla por la Defensa de Moscú
- Medalla por la Liberación de Varsovia
- Medalla por la Conquista de Berlín
- Medalla Conmemorativa por el Centenario del Natalicio de Lenin
- Medalla por la Victoria sobre Alemania en la Gran Guerra Patria 1941-1945
- Medalla Conmemorativa del 20.º Aniversario de la Victoria en la Gran Guerra Patria de 1941-1945
- Medalla Conmemorativa del 30.º Aniversario de la Victoria en la Gran Guerra Patria de 1941-1945
- Medalla del 30.º Aniversario de las Fuerzas Armadas de la URSS
- Medalla del 40.º Aniversario de las Fuerzas Armadas de la URSS
- Medalla del 50.º Aniversario de las Fuerzas Armadas de la URSS
- Cruz del Valor (República Popular de Polonia)